# Puchar Interkontynentalny w Lekkoatletyce 2010 – sztafeta 4 × 400 m mężczyzn
Sztafeta 4 × 400 metrów mężczyzn – jedna z konkurencji rozegranych podczas pucharu interkontynentalnego w Splicie. Sprinterzy rywalizowali 5 września – bieg rozstawny 4 × 400 metrów był ostatnią konkurencją zawodów.

## Rezultaty
| Poz. | Reprezentacja  | Zawodnicy                                                   | Czas       |
| ---- | -------------- | ----------------------------------------------------------- | ---------- |
| 1.   | Ameryka        | Nery Brenes Bershawn Jackson Greg Nixon Ricardo Chambers    | 2:59.00 CR |
| 2.   | Europa         | Michael Bingham Kévin Borlée Władimir Krasnow Martyn Rooney | 2:59.84    |
| 3.   | Afryka         | Gary Kikaya Mark Mutai Mohamed Ashour Khawajah Rabah Yousif | 3:02.62    |
| 4.   | Azja i Oceania | Joel Milburn Ben Offereins Brendan Cole Kevin Moore         | 3:03.66    |